# Народен глас (1907 – 1950)
Вижте пояснителната страница за други значения на Народен глас.
„Народен глас“ e български вестник, орган на македонските българи, емигранти в Гранит Сити, САЩ.

## История
Излиза всеки ден на български в периода от 12 септември 1907 – 1950 година в Гранит Сити. „Народен глас“ е един от вестници, които излизат най-дълго, а в периода от 1913 до 1926 година е единственият и пръв български всекидневник, който се публикува извън България.
Първоначално Никола Алабаков предлага вестникът да се казва „Македония“, но предложението е отхвърлено. В началото е решено вестникът да излиза два пъти седмично. Пръв служител и редактор във вестника е назначен Христо Недялков, а след него редактори са Георги Зафиров, Матю Георгиев, Васил Стефанов, Васил Граматиков и Тодор Калев. Вестникът е посрещнат добре от емиграцията и още в края на 1907 година достига 400 бройки. Развитието на технологиите и високият интерес към събитията на Балканския полуостров по време на Междусъюзническата война позволяват от юли 1913 година вестникът да започне да излиза всеки ден. По това време „Народен глас“ има тираж от 3000 бройки.
В 1914 година кореспондент на „Народен глас“ от България е журналистът Петър Карчев, пишещ под псевдонима П. Езерски.
- Юбилеенъ сборникъ на вѣстникъ „Народенъ гласъ“ - 1918 год.
- Българо-американски календаръ-алманахъ - 1920 год.
- Българо-американски календаръ-алманахъ - 1922 год.
- 25-годишенъ Юбилеенъ алманахъ на вѣстникъ „Народенъ гласъ“ и българитѣ въ Америка - 1933 год.